# Lu Li
Lu Li (förenklad kinesiska: 陆莉), född den 30 augusti 1976 i Changsha, Hunan, är en kinesisk gymnast.
Hon tog OS-guld i barr och OS-silver i bom i samband med de olympiska gymnastiktävlingarna 1992 i Barcelona.